# Liste der Geotope im Kreis Schleswig-Flensburg
Diese sortierbare Liste enthält die Geotope des Kreises Schleswig-Flensburg in Schleswig-Holstein. Sie enthält die amtlichen Bezeichnungen für Namen und Nummern sowie deren geographische Lage (Stand 2015).
| Geotop-Nummer | Objektnummer Geotop-Potentialgebiet | Name                                                                             | Geotoptyp                     | Gemeinde/Stadt         | Koordinaten                     | Bild                                              | Bemerkung |
| ------------- | ----------------------------------- | -------------------------------------------------------------------------------- | ----------------------------- | ---------------------- | ------------------------------- | ------------------------------------------------- | --------- |
| Du 014        |                                     | Binnendünen am Treßsee                                                           | Düne, Flugsandgebiet          | Oeversee               | 54° 42′ 26″ N, 9° 28′ 22″ O     | Düne am Treßsee Torfablagerungen                  |           |
| Du 015        |                                     | Binnendünen am Holmingfeld                                                       | Düne, Flugsandgebiet          |                        | 54° 39′ 34,3″ N, 9° 30′ 32,3″ O |                                                   |           |
|               | Hy 001                              | Habernisser Au -Quellen und Quellhügel (einschließlich Wolsroi-Quelle)           | Quelle, Quellform             |                        | 54° 47′ 11,1″ N, 9° 46′ 12,9″ O |                                                   |           |
| Hy 004        |                                     | Strand-Quellen am Kliff Bockholm-Wahrberg                                        | Quelle, Quellform             |                        | 54° 49′ 55,2″ N, 9° 36′ 7,4″ O  |                                                   |           |
| Kl 001        |                                     | Kliff südlich Wassersleben                                                       | Kliff                         | Harrislee-Wassersleben | 54° 49′ 1,5″ N, 9° 25′ 32,5″ O  |                                                   |           |
| Kl 002        |                                     | Halbinsel Holnis (mit aktiven Kliffs und den Pugumer See)                        | Kliff                         |                        | 54° 51′ 33,9″ N, 9° 35′ 5,4″ O  |                                                   |           |
| Kl 003        |                                     | Kliff Bockholm-Wahrberg                                                          | Kliff                         |                        | 54° 50′ 16,1″ N, 9° 35′ 44,3″ O |                                                   |           |
| Kl 004        |                                     | Kliff Hohenau-Landballigau                                                       | Kliff                         |                        | 54° 49′ 17,7″ N, 9° 38′ 56,9″ O |                                                   |           |
| Kl 005        |                                     | Kliff Westerholz-Seeklüft                                                        | Kliff                         |                        | 54° 48′ 36,2″ N, 9° 42′ 21,8″ O |                                                   |           |
| Kl 006        |                                     | Kliff Mühlendamm-Nieby                                                           | Kliff                         | Steinbergkirche        | 54° 48′ 10,8″ N, 9° 44′ 49,3″ O |                                                   |           |
| Kl 007        |                                     | Kliff Habernis                                                                   | Kliff                         | Steinberg              | 54° 47′ 48,2″ N, 9° 47′ 19,9″ O |                                                   |           |
|               | Mo 002                              | Moräne bei Hürupmühle-Kleinwolstrup                                              | Moräne                        |                        | 54° 44′ 39,2″ N, 9° 30′ 30,2″ O |                                                   |           |
|               | Mo 003                              | Nordhöhe bei Süderschmedeby                                                      | Moräne                        |                        | 54° 39′ 34,5″ N, 9° 27′ 54,4″ O |                                                   |           |
| Ni 003        |                                     | Eiszerfalls - Landschaft Boel - Saustrup/Angeln                                  | Eiszerfall                    |                        | 54° 39′ 13,9″ N, 9° 44′ 10,5″ O |                                                   |           |
| Ni 013        |                                     | Glazilimnischer Kame Ekeberg (östlich Uelsby)                                    | Eiszerfall                    |                        | 54° 38′ 19,1″ N, 9° 37′ 2,8″ O  |                                                   |           |
| Os 001        |                                     | Os von Süderbrarup                                                               | Os                            | Süderbrarup            | 54° 38′ 47,7″ N, 9° 45′ 40,4″ O |                                                   |           |
| Os 002        |                                     | Os am Arenholzer See                                                             | Os                            |                        | 54° 32′ 30,4″ N, 9° 27′ 52″ O   |                                                   |           |
| Os 026        |                                     | Os bei Havetoft                                                                  | Os                            |                        | 54° 39′ 5,6″ N, 9° 31′ 39,1″ O  |                                                   |           |
| Pa 004        |                                     | Paläozoikum von Schobüll (bei Husum)                                             | Erdgeschichtlicher Aufschluss |                        | 54° 30′ 9,4″ N, 9° 0′ 58,5″ O   |                                                   |           |
| Qp 012        |                                     | Eem-Warmzeit: Cyprinentone bei Landballigau                                      | Erdgeschichtlicher Aufschluss |                        | 54° 49′ 19,6″ N, 9° 38′ 48″ O   |                                                   |           |
| Qp 013        |                                     | Eem-Warmzeit: Paläoböden am Stolzberg, Böxlund                                   | Erdgeschichtlicher Aufschluss |                        | 54° 50′ 13,1″ N, 9° 10′ 19,3″ O |                                                   |           |
| St 001        |                                     | Geltinger Birk mit den fossilen Kliffs Beveroe und Nieby                         | Strandwall                    |                        | 54° 47′ 26,1″ N, 9° 55′ 12,8″ O |                                                   |           |
| St 002        |                                     | Strandwallsystem Oehe - Schleimünde (mit dem Wormshöfter Noor)                   | Strandwall                    |                        | 54° 41′ 5,1″ N, 10° 1′ 47,5″ O  |                                                   |           |
| St 026        |                                     | Strandwall-System Bockholmwik                                                    | Strandwall                    |                        | 54° 49′ 44,3″ N, 9° 37′ 30,2″ O |                                                   |           |
| St 027        |                                     | Strandwall-System Langballigau                                                   | Strandwall                    |                        | 54° 49′ 17,7″ N, 9° 39′ 48,2″ O |                                                   |           |
|               | Ta 001                              | Tal der Schwennau                                                                | Talform                       |                        | 54° 49′ 43,2″ N, 9° 32′ 2,9″ O  |                                                   |           |
| Ta 002        |                                     | Tal der Munkbrarupau bei Munkbrarup                                              | Talform                       |                        | 54° 48′ 33,5″ N, 9° 33′ 59,9″ O |                                                   |           |
|               | Ta 003                              | Bachtal südwestlich von Bockholmwik                                              | Talform                       |                        | 54° 49′ 24,1″ N, 9° 36′ 16,8″ O |                                                   |           |
|               | Ta 004                              | Bachtal bei Siegumlund                                                           | Talform                       |                        | 54° 49′ 20,2″ N, 9° 37′ 31,5″ O |                                                   |           |
|               | Ta 005                              | Tal der Langballigau                                                             | Talform                       |                        | 54° 49′ 5,2″ N, 9° 39′ 36,7″ O  | Tal der Langballigau Terkelstoft Richtung Mündung |           |
|               | Ta 006                              | Tal nördlich Sponbrück                                                           | Talform                       |                        | 54° 47′ 38,2″ N, 9° 41′ 3,9″ O  |                                                   |           |
|               | Ta 007                              | Bachtal Friedrichstal - Phillipstal, Mühlendamm                                  | Talform                       |                        | 54° 47′ 36,4″ N, 9° 44′ 32,4″ O |                                                   |           |
| Ta 011        |                                     | Tal der Treene zwischen Eggebek und Sollerup                                     | Talform                       |                        | 54° 35′ 50,8″ N, 9° 20′ 43,3″ O |                                                   |           |
| Ta 012        |                                     | Tal der Bollingstedter Au zwischen Bollingstedt und Sollbrück                    | Talform                       |                        | 54° 34′ 36,3″ N, 9° 21′ 54,5″ O |                                                   |           |
|               | Ta 013                              | Altmühltal bei Selk                                                              | Talform                       |                        | 54° 27′ 58,3″ N, 9° 35′ 6,5″ O  |                                                   |           |
|               | Ta 014                              | Alte-Sorge Mäander zwischen Börmermühle und Sandschleuse                         | Talform                       |                        | 54° 20′ 25,4″ N, 9° 21′ 0,8″ O  |                                                   |           |
|               | Tu 001                              | Niehuuser Tal                                                                    | Tunneltal                     |                        | 54° 48′ 16,3″ N, 9° 22′ 45,2″ O | Kursautunneltal                                   |           |
|               | Tu 002                              | Tal Winderatter See - Ausacker -Treßsee - Oeversee/Frörup                        | Tunneltal                     |                        | 54° 44′ 13,9″ N, 9° 33′ 19,9″ O |                                                   |           |
|               | Tu 003                              | Tal Niesgrau/Lippingau - Sörup - Südensee - Mohrkich - Treßsee - Oeversee/Frörup | Tunneltal                     |                        | 54° 42′ 20,1″ N, 9° 38′ 50,6″ O |                                                   |           |
|               | Tu 004                              | Tal Rabenkirchen - Süderbrarup - Langsee - Idstedt - Ahrenholz (Langseerinne)    | Tunneltal                     |                        | 54° 34′ 27,8″ N, 9° 33′ 21,8″ O |                                                   |           |
|               | Tu 005                              | Schlei mit den Gletschertoren bei Haddeby/Selk, Busdorf und Thyraburg/Dannewerk  | Tunneltal                     |                        | 54° 31′ 4,5″ N, 9° 37′ 13,6″ O  |                                                   |           |

## Quelle
- Geotopliste Planungsraum I. (PDF; 227 kB) Geologischer Dienst im Landesamt für Landwirtschaft, Umwelt und ländliche Räume des Landes Schleswig-Holstein, Mai 2015, abgerufen am 5. Juli 2015.